# Fritz Siemering
Fritz Siemering (Karl Eduard Fritz Siemering; geboren 11. Juni 1826 in Hannover; gestorben 13. Dezember 1883 in München) war ein deutscher Gutsverwalter und Landwirt. Durch die anfängliche Skepsis seines Vaters gegenüber seiner künstlerischen Begabung konnte sich Siemering erst nach einer ungewöhnlichen Laufbahn einen Namen als Historien- und Genremaler erarbeiten.

## Leben

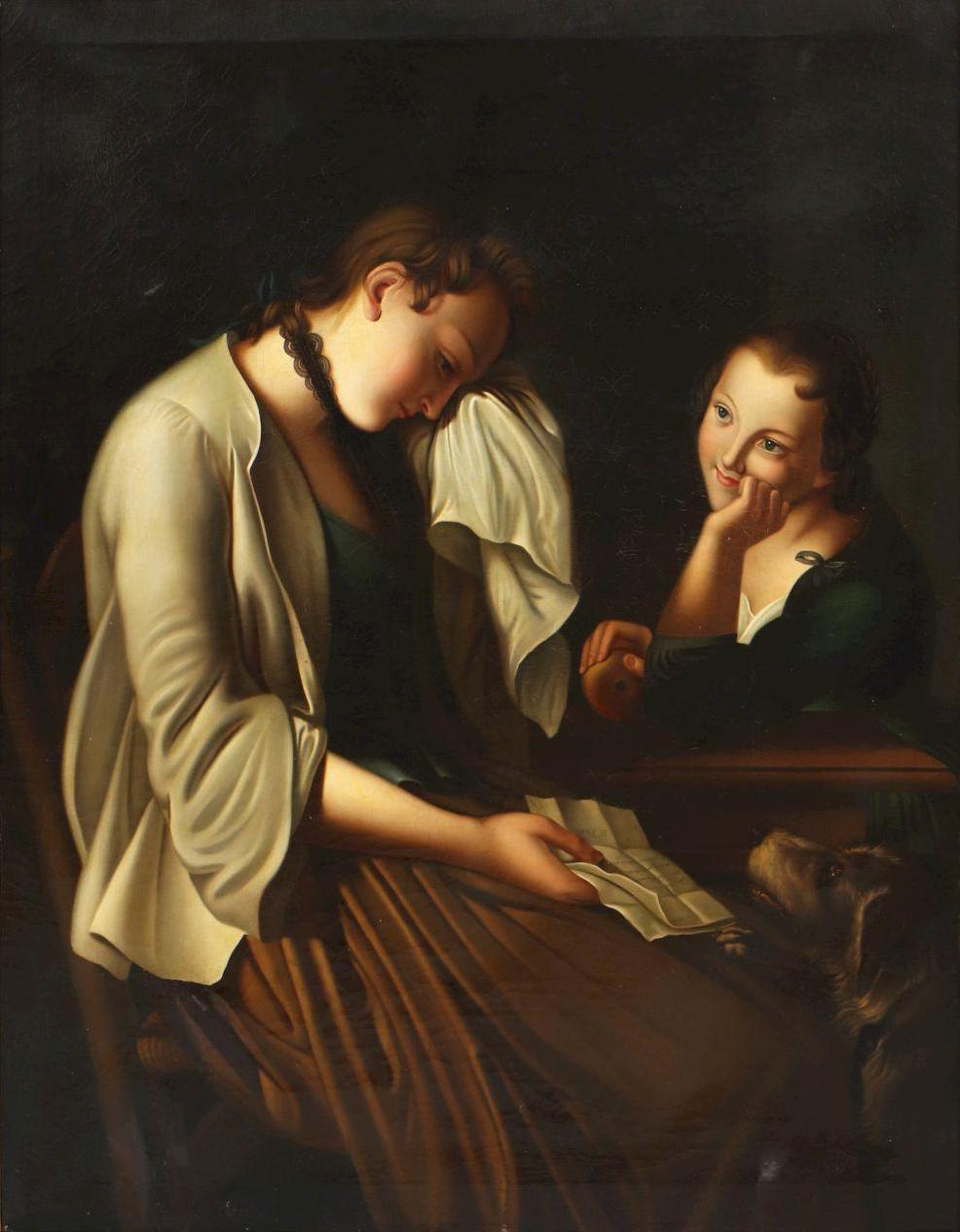
Fritz Siemering zugeschrieben: „Der Brief“; zwei jungen Damen, davon eine weinend, sowie ein Hund, Öl auf Leinwand, ca. 107,5 × 85 cm

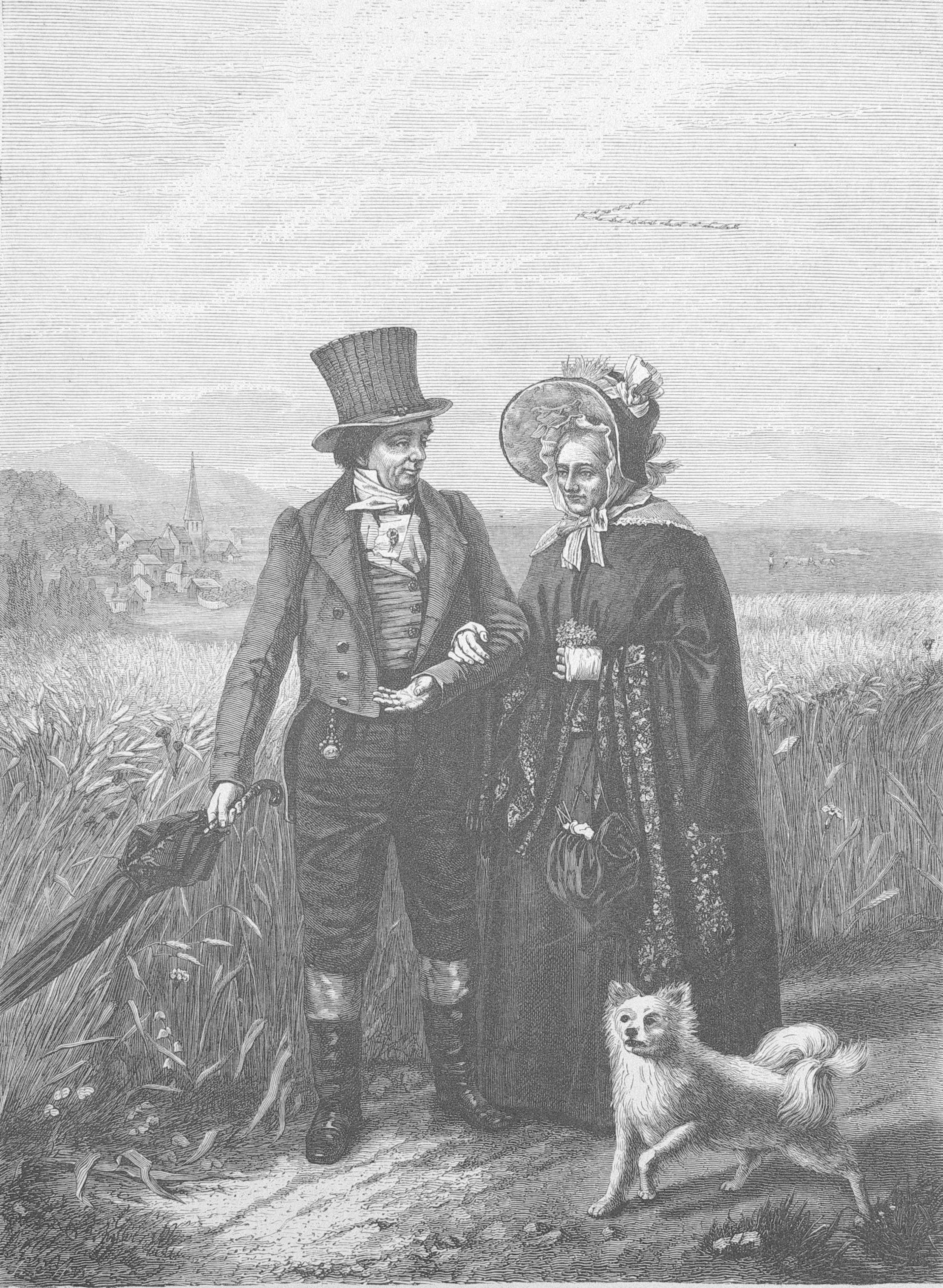
„Ein Spaziergang zu Großvaters Zeit. Nach seinem Gemälde auf Holz gezeichnet von Fritz Siemering“; Holzstich in Die Gartenlaube, 1881

Siemerung, 1826 geboren als Sohn des in Hannover tätigen „Hôtelbesitzers H. Siemering“, der als „H. H. Siemering“ den Gasthof zum römischen Kaiser im Haus Schmiedestraße 179 betrieb, „besuchte zuerst das damals berühmte Institut Thierbach“ und durchlief dann in Hannover sowohl die höhere Bürgerschule als auch das dortige Polytechnikum.
Obwohl Siemering schon in seinen jungen Jahren Künstler werden wollte, beugte er sich dem Willen seines Vaters zur Ausübung der Landwirtschaft als „Oekonom“, anfangs auf der Domäne Winzenburg. Dort wirkte er als Verwalter, anschließend als Oberverwalter auf der Domäne in Hornsen, um 1852 schließlich Siemerings-Hof – das zweite Gut seines Vaters – zur eigenen Bewirtschaftung zu übernehmen. Schon im Folgejahr 1853 wurde der Siemeringsche Adolphshof mit der goldenen Verdienstmedaille des Königreichs Hannover ausgezeichnet.
In all diesen von vorrangig von (land)wirtschaftlichen Interessen geprägten Perioden übte sich Siemering als Autodidakt in Zeichnungen nach der Natur und „malte Porträts und Madonnen für bäuerlichen Hausgebrauch“, bis sein Vater 1867 endlich in den Verkauf des Familiengutes einwilligte.
Siemering besuchte anschließend die „Kunstschule zu Hannover“, bevor er 1869 mit großen Hoffnungen und Plänen nach München übersiedelte. So bewarb er sich voller Selbstvertrauen als Schüler an den an der Münchener Kunstakademie lehrenden Carl Theodor von Piloty, der ihn zu seiner Überraschung jedoch ablehnte; teils aufgrund des zu großen Zulaufs an die Akademie, teils „wegen des vorgerückten Alters des angehenden Kunstjüngers.“
Im folgenden Winter übte sich Siemering durch zahlreiche Studienköpfe in der Malerei und verkehrte in dieser Zeit mit einigen anderen in München tätigen Künstlern. Sein strengen Maßstäbe gegen sich selbst verlautbarte er jedoch auch gegenüber den Arbeiten seine Künstlerkollegen. Dies führte zu Widerstand seiner Genossen; schließlich zog sich Siemering zurück und versuchte alleine, „seine Probleme mit eiserner Willenskraft“ zu lösen. Inhaltlich behandelte er zumeist Stoffe „von höchst harmloser Natur, am liebsten aus dem Tiroler Volksleben“. Dabei schuf er von Gutmütigkeit und Heiterkeit geprägte Arbeiten. Der Kunsthistoriker Hyacinth Holland beschrieb apärwe insbesondere Siemerings Ölgemälde teils als „durch seine Fremdartigkeit interessant und anziehend, Manches hart und gequält, anderes wieder von großer Feinheit des Tons und der Stimmung.“
Seine Arbeiten konnte Siemerung durchgängig außerhalb von München verkaufen. Zu seinen Anerkennungen zählte eine 1874 aus London verliehene goldene Medaille. In der bayerischen Landeshauptstadt jedoch blieb ihm die Anerkennung zeitlebens versagt. Dort unbekannt und unbeachtet starb er am 13. Dezember 1883 nach kurzer Krankheit.

## Nachwirkungen
Nach Siemerings Tod wurden verschiedene seiner als Ölgemälde geschaffenen Studien im Münchner Kunstverein ausgestellt, die dann „überraschend schnell Liebhaber und Käufer“ fanden.

## Bekannte Werke (Auswahl)
Zu Lebzeiten bekannt geworden:
- Eine Frau „Auf Besuch“, welche ein Kind durch den mitgebrachten Hampelmann erfreut;[3]
- 1873: „Ein böses Loch“;[3]
- „Ein neuer Rock“.[3]
- „Ein alter Griesgram, welcher ingrimmig das auf ‚Schlechtes Wetter‘ diagnosirende Barometer beschaut.“[3]
- 1882: „Aus dem Grödner Thal“

Nach der posthum im Kunstverein München gezeigten Ausstellung verkaufte Arbeiten:
- lebensgroßes Brustbild eines Kriegers[3]
- ein Eselstall mit Tauben[3]
- verschiedene landschaftliche Szenerien aus der Bergwelt[3]
- hübsche Interieurs aus Alpenhütten, Bauernstuben und Höfen, darunter eine Skizze aus Rothenburg.[3]

sonstige:
- 1870, München: „Der Schusterjunge“; ein eine Zigarette rauchender junger Mann als stehende Dreiviertelfigur mit roten Haaren, eine zerfetzte blaue Schürze und über der Schulter ein Paar Stiefel tragend; Öl auf Leinwand circa 103 × 83 cm; unten rechts bezeichnet „F. Siemering, München 1870“; 1966 vom Auktionshaus Lempertz angeboten für 1200 DM[1]